# Кивилёв, Андрей Михайлович
Андре́й Миха́йлович Кивилёв (20 сентября 1973, Талды-Курган — 12 марта 2003, Сент-Этьен) — казахстанский велогонщик.
В марте 2003 года умер от ран, полученных при падении на трассе велогонки Париж — Ницца. После смерти Кивилёва UCI принял решение об обязательном ношении шлемов на всех соревнованиях, проводимых под эгидой UCI.

## Любительская карьера
С отличием окончил школу имени А. С. Макаренко в Талды-Кургане. Спортом занялся в 14 лет. Уже через пять лет начал любительскую карьеру в Испании, защищая цвета команды «Burgos».
Впервые заявил о себе в 1992 году, в возрасте 19 лет, выступая на крупном международном велосипедном туре Commonwealth Bank Cycle Classic, где представлял Казахстан. Был помощником тогда уже известных и титулованных гонщиков — чемпиона Александра Надобенко и предыдущего победителя гонки Владимира Голушко. После девяти этапов гонки, финишировал на пятом месте общего зачёта, опередив своих напарников по команде: Александр Надобенко был седьмым, Томас Лаис — восьмым, Дарен Смит — девятым.
В 1993 году в составе команды Казахстана выиграл спринтерскую классификацию на «Регио–Тур», а его напарник Александр Винокуров — комбинированную классификацию. Андрей Мизуров занял только 9-е место, но по сумме всех очков, команда взяла первое место. Это был первый триумф велогонщиков команды Казахстана.
Первого большого успеха в спорте добился в 1994 году, выиграв в составе казахстанской сборной групповую гонку на Азиатских играх.
В 1997 году, будучи гонщиком команды «EC Saint-Etienne», победил в велогонке «Cycle Classic».

## Профессиональная карьера
В 1997 году переехал в Европу и подписал первый профессиональный контракт с «Festina». Его лучшим результатом стало пятое место на Чемпионате Цюриха и седьмое место на Критериуме Интернациональ. Получил предложение от команды «US Postal Service», но предпочёл подписать годовой контракт с «Ag2r Prévoyance». Гран-тур «Тур де Франс» завершил на 32-й позиции. На Олимпиаде в Сиднее в групповой гонке на шоссе финишировал в общей группе участников, разделивших с одним временем места с 14-го по 73-е.
В конце 2000 года подписал контракт в то время с самой лучшей командой Франции «Cofidis». На тот момент в её составе выступали ещё два казахстанских велогонщика — Дмитрий Фофонов и Сергей Белоусов, а в «Team Telekom» Андрей Мизуров и Александр Винокуров. В «Alessio-Bianchi» Александр Шефер, а в «Cantina Tollo» — Сергей Яковлев. Тогда в зарубежных профессиональных и полупрофессиональных клубах успешно выступали не больше 10-ти казахстанских гонщиков.
2001 год для Кивилёва оказался самым удачным. Помимо победы на «Рут-дю-Сюд» и на одном из этапов «Критериум Дофине», он закончил «Тур де Франс» на четвёртой позиции. Начало сезона 2002 год для казахов ознаменовалось победой Александра Винокурова на «Париж — Ницца», 4-м на которой заехал и сам Кивилёв, проиграв соотечественнику меньше минуты. Андрей также отметился на подиуме, как лидер команды «Cofidis», которая взяла командную классификацию. Положил в копилку третье место, занятое на пятом этапе. Также занял второе место на 4-м этапе «Гран-при Миди Либре» и 5-м на «Критериуме Дофине Либере», 5-е место на 3-м горном этапе Tournon – Le Mont Ventoux. Так же 3-е место на 7-м этапе Albertville – Morzine-Avoriaz. Стал третьим в генеральной классификации Рут-дю-Сюд, четвёртым на «Классике Сан-Себастьяна». На «Тур де Франс» лучшим был восьмой результат на 12-м этапе (Pau — La Mongie).

## Смерть

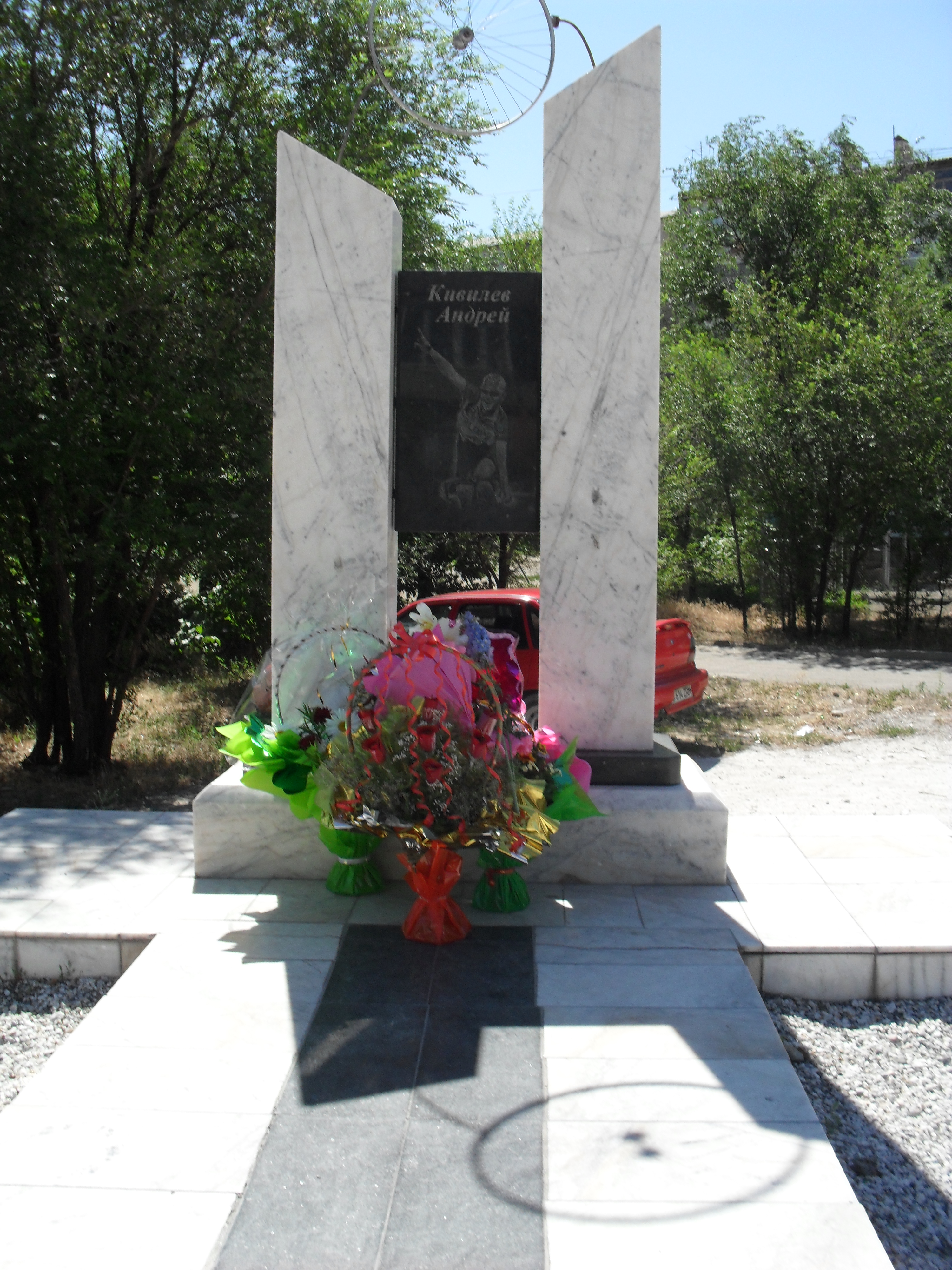

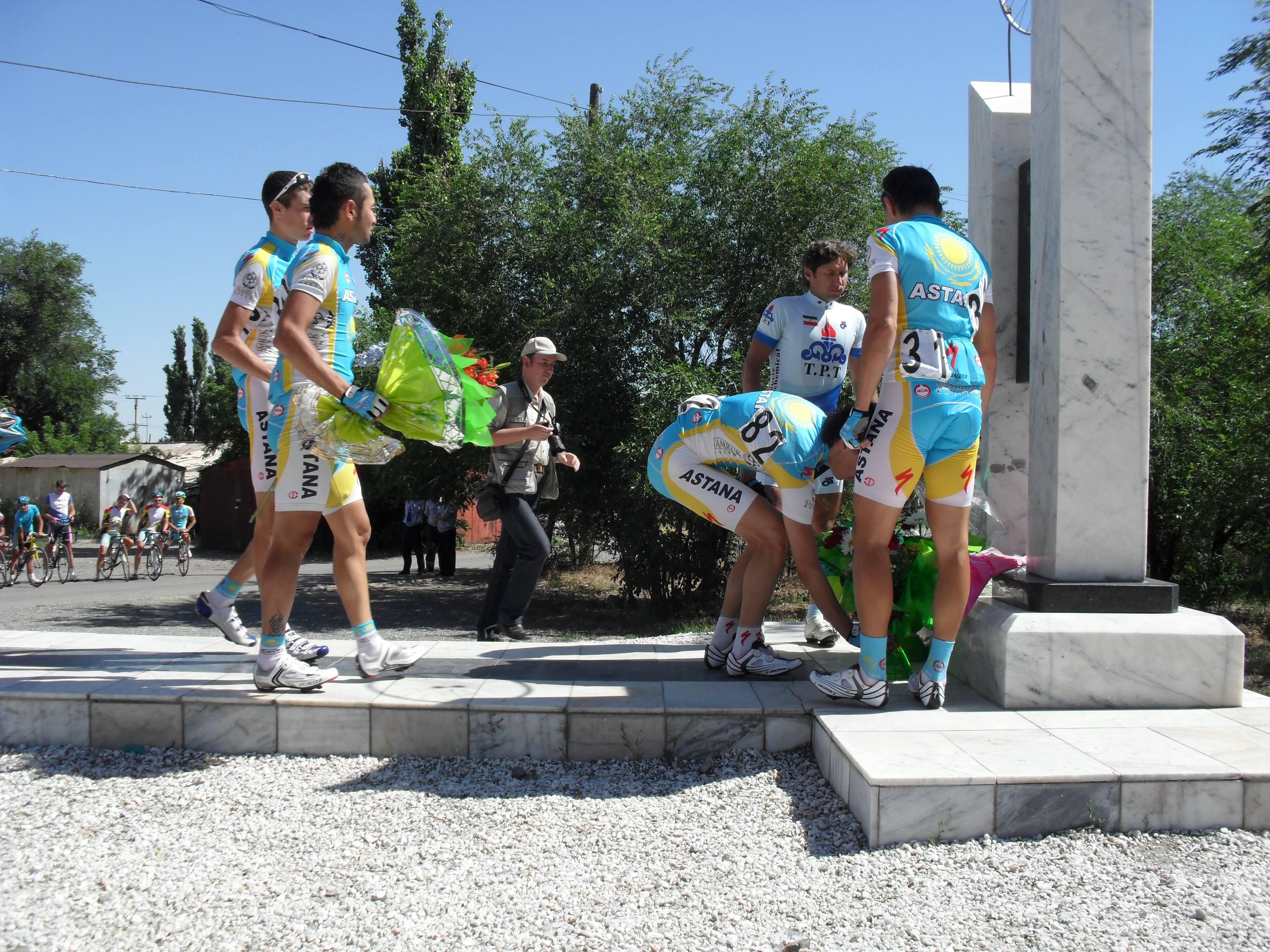

9 марта 2003 года стартовала многодневка Париж — Ницца. За 40 км до финиша столкнулся с польским гонщиком из своей команды Мареком Руткевичем и немцем Фолькером Ордовски. Его выбросило из седла и он ударился головой об асфальт, потерял сознание и больше не поднялся. В состоянии комы его отвезли в Сен-Шамон, а оттуда вертолётом направили в исследовательский центр Сент-Этьен. Там ему диагностировали тяжёлую черепно-мозговую травму и перелом двух рёбер. Врачи боролись за жизнь Кивилёва, но 12 марта в 10 часов утра он скончался.
Похоронен по желанию вдовы Натальи в городке Сорбье (в 10 километрах от Сент-Этьена), где он проживал с супругой и сыном Леонардом.

## Последствия
Международный союз велосипедистов принял решение, что отныне все гонщики, выступающие под эгидой UCI, должны носить защитный шлем, который отсутствовал у Кивилёва, что в то время строго не регламентировалось.

## Память
Улица Володарского города Талдыкорган переименована в честь Андрея Кивилёва.
Памятник своему знаменитому земляку талдыкорганцы установили в одном из дворов по улице Андрея Кивилёва.

## Семья
- отец — Михаил Григорьевич, пенсионер МВД.
- мать — Нина Илларионовна, пенсионерка, бывшая учительница географии.
- жена — Наталья.
- сын — Леонард.